# Johnny English Reaktywacja
Johnny English Reaktywacja (ang. Johnny English Reborn) – brytyjsko-francusko-amerykańska komedia szpiegowska z 2011 roku w reżyserii Olivera Parkera. Sequel filmu Johnny English (2003).

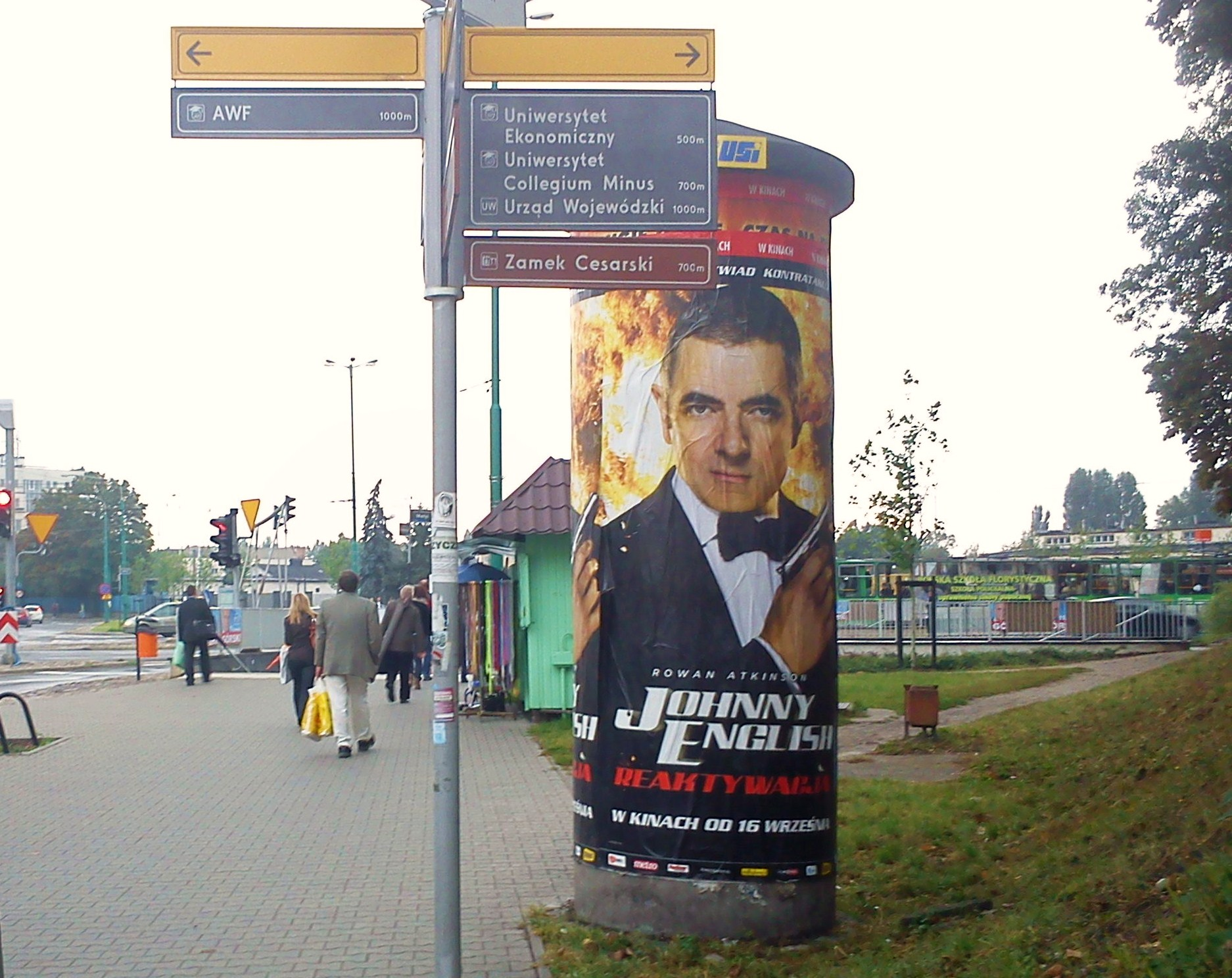
Słup ogłoszeniowy w Poznaniu w okresie premiery filmu

Zdjęcia kręcono w Londynie, Brocket Hall (hrabstwo Hertfordshire), Hawley Woods (hrabstwo Hampshire), a także w Makau i Hongkongu.
21 września 2018 roku odbyła się premiera kontynuacji filmu pt. Johnny English: Nokaut.

## Fabuła
Johnny English (Rowan Atkinson), tajny agent, nigdy nie okazuje strachu. Ma opinię najbardziej niezwykłego oficera wywiadu w służbie Jej Królewskiej Mości. Po ostatniej misji, kiedy rozwiązywał sprawę kradzieży królewskich klejnotów doskonali swoje unikalne umiejętności w jednym z odległych rejonów Azji. Kiedy jednak jego przełożeni otrzymują informację o próbie zamachu na życie premiera Chin, świat potrzebuje go bardziej niż kiedykolwiek.
Teraz czeka go niezwykle trudne zadanie – musi powstrzymać grupę zabójców, zanim ci zdążą zaatakować jednego ze światowych przywódców i wywołać międzynarodowy chaos. Na kilka dni przed konferencją głów państw musi wykorzystać każdy ze znanych tylko sobie trików, aby ocalić nas wszystkich. Dzięki najnowszym gadżetom, musi przerwać nić konspiracji łączącą KGB, CIA, a nawet MI7. Dla Johnny'ego Englisha totalny kataklizm może być jedną z opcji, porażka – nigdy.

## Obsada
- Rowan Atkinson jako Johnny English
- Gillian Anderson jako Pamela Head
- Rosamund Pike jako Kate Summer
- Dominic West jako Simon Ambrose
- Daniel Kaluuya jako agent Tucker
- Richard Schiff jako Fisher
- Tim McInnerny jako Patch Quartermain
- Togo Igawa jako Ting Wang
- Chris Jarman jako Michael Tembe
- inni...